# Allium potosiense
Allium potosiense är en amaryllisväxtart som beskrevs av Hamilton Paul Traub. Allium potosiense ingår i släktet lökar, och familjen amaryllisväxter. Inga underarter finns listade i Catalogue of Life.